# Marco Galiazzo
Marco Galiazzo (Padua, 7 de mayo de 1983) es un deportista italiano que compitió en tiro con arco, en la modalidad de arco recurvo.
Participó en cuatro Juegos Olímpicos de Verano, entre los años 2004 y 2016, obteniendo en total tres medallas, oro en Atenas 2004 en la prueba individual, plata en Pekín 2008, por equipo (junto con Mauro Nespoli e Ilario Di Buò), y oro en Londres 2012, por equipo (con Michele Frangilli y Mauro Nespoli).
Ganó tres medallas en el Campeonato Mundial de Tiro con Arco al Aire Libre entre los años 2003 y 2017, y cuatro medallas en el Campeonato Mundial de Tiro con Arco en Sala entre los años 2003 y 2012.
Además, obtuvo ocho medallas en el Campeonato Europeo de Tiro con Arco al Aire Libre entre los años 2002 y 2018, y ocho medallas en el Campeonato Europeo de Tiro con Arco en Sala entre los años 2002 y 2017.
En los Juegos Europeos de Minsk 2019 consiguió una medalla de bronce en la prueba por equipo.
En 2004 fue nombrado comendador de la Orden al Mérito de la República Italiana y en 2017 recibió el Collar de Oro del Mérito Deportivo del Comité Olímpico Nacional Italiano.
Profesionalmente, es aeronáutico jefe en la Fuerza Aérea de Italia.

## Palmarés internacional
| Juegos Olímpicos                 | Juegos Olímpicos            | Juegos Olímpicos  | Juegos Olímpicos |
| Año                              | Lugar                       | Medalla           | Prueba           |
| -------------------------------- | --------------------------- | ----------------- | ---------------- |
| 2004                             | Atenas (Grecia)             | Medalla de oro    | Individual       |
| 2008                             | Pekín (China)               | Medalla de plata  | Equipo           |
| 2012                             | Londres (Reino Unido)       | Medalla de oro    | Equipo           |
| Campeonato Mundial al Aire Libre |                             |                   |                  |
| Año                              | Lugar                       | Medalla           | Prueba           |
| 2003                             | Nueva York (Estados Unidos) | Medalla de bronce | Equipo           |
| 2011                             | Turín (Italia)              | Medalla de bronce | Equipo           |
| 2017                             | Ciudad de México (México)   | Medalla de oro    | Equipo           |
| Campeonato Mundial en Sala       |                             |                   |                  |
| Año                              | Lugar                       | Medalla           | Prueba           |
| 2003                             | Nimes (Francia)             | Medalla de oro    | Equipo           |
| 2005                             | Aalborg (Dinamarca)         | Medalla de plata  | Equipo           |
| 2007                             | Esmirna (Turquía)           | Medalla de oro    | Equipo           |
| 2012                             | Las Vegas (Estados Unidos)  | Medalla de oro    | Individual       |
| Juegos Europeos                  |                             |                   |                  |
| Año                              | Lugar                       | Medalla           | Prueba           |
| 2019                             | Minsk (Bielorrusia)         | Medalla de plata  | Equipo           |
| Campeonato Europeo al Aire Libre |                             |                   |                  |
| Año                              | Lugar                       | Medalla           | Prueba           |
| 2002                             | Oulu (Finlandia)            | Medalla de bronce | Equipo           |
| 2004                             | Bruselas (Bélgica)          | Medalla de oro    | Individual       |
| 2006                             | Atenas (Grecia)             | Medalla de bronce | Equipo           |
| 2008                             | Vittel (Francia)            | Medalla de oro    | Equipo           |
| 2010                             | Rovereto (Italia)           | Medalla de oro    | Equipo mixto     |
| 2010                             | Rovereto (Italia)           | Medalla de plata  | Equipo           |
| 2012                             | Ámsterdam (Países Bajos)    | Medalla de plata  | Equipo           |
| 2018                             | Legnica (Polonia)           | Medalla de plata  | Equipo           |
| Campeonato Europeo en Sala       |                             |                   |                  |
| Año                              | Lugar                       | Medalla           | Prueba           |
| 2002                             | Ankara (Turquía)            | Medalla de oro    | Equipo           |
| 2002                             | Ankara (Turquía)            | Medalla de plata  | Individual       |
| 2004                             | Sassari (Italia)            | Medalla de plata  | Equipo           |
| 2006                             | Jaén (España)               | Medalla de plata  | Equipo           |
| 2006                             | Jaén (España)               | Medalla de bronce | Individual       |
| 2008                             | Turín (Italia)              | Medalla de oro    | Individual       |
| 2010                             | Poreč (Croacia)             | Medalla de oro    | Equipo           |
| 2017                             | Vittel (Francia)            | Medalla de oro    | Equipo           |